# José Boabaid
José Boabaid (Palhoça, 7 de agosto de 1906 — Florianópolis, 26 de novembro de 1972) foi um advogado e político brasileiro.
Descendente de libaneses, era filho de Abrão Boabaid e de Maria Boabaid, casou com Déspina Spyrídes Boabaid.
Bacharel em direito em 1938, pela Faculdade de Direito de Santa Catarina.
Foi deputado à Assembleia Legislativa de Santa Catarina na 1.ª legislatura (1947 — 1951).
Foi presidente da Assembleia Legislativa por quatro anos consecutivos. e governador do estado de Santa Catarina interinamente de 1948 a 1950, período em que substituiu Aderbal Ramos da Silva, afastado para tratar problemas de saúde.